# Agnes Geene

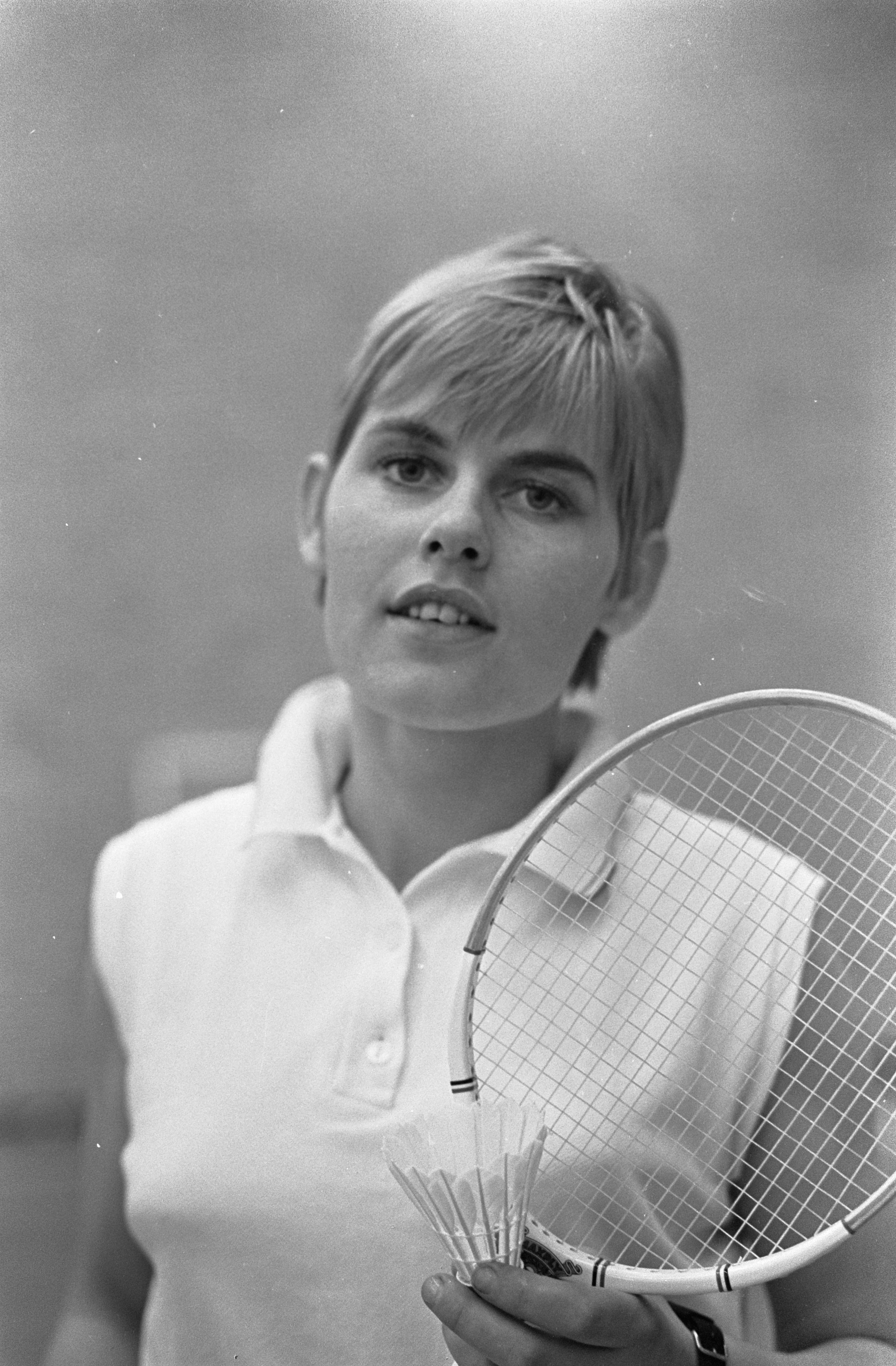
Agnes Geene 1968

Agnes Geene (* 1947, verheiratete Agnes van der Meulen) ist eine niederländische Badmintonspielerin.

## Karriere
Agnes Geene siegte 1964 bei den Juniorenmeisterschaften in den Niederlanden. Im Folgejahr war sie erstmals bei den Erwachsenen erfolgreich, wobei sie sowohl das Damendoppel als auch das Dameneinzel gewinnen konnte. Sechs weitere Titel folgten bis 1974. 1968 gewann sie im Damendoppel Bronze bei den Europameisterschaften.

## Sportliche Erfolge
| Saison | Veranstaltung                                   | Disziplin   | Platz | Name                                 |
| ------ | ----------------------------------------------- | ----------- | ----- | ------------------------------------ |
| 1964   | Niederlande: Einzelmeisterschaften der Junioren | Dameneinzel | 1     | Agnes Geene                          |
| 1965   | Niederlande: Einzelmeisterschaften              | Damendoppel | 1     | Agnes Geene / Imre Rietveld          |
| 1965   | Niederlande: Einzelmeisterschaften              | Dameneinzel | 1     | Agnes Geene                          |
| 1966   | Niederlande: Einzelmeisterschaften              | Dameneinzel | 1     | Agnes Geene                          |
| 1967   | Niederlande: Einzelmeisterschaften              | Damendoppel | 1     | Marja Ridder / Agnes Geene           |
| 1968   | Niederlande: Einzelmeisterschaften              | Dameneinzel | 1     | Agnes Geene                          |
| 1968   | Europameisterschaft                             | Damendoppel | 3     | Agnes Geene / Joke van Beusekom      |
| 1972   | Niederlande: Einzelmeisterschaften              | Damendoppel | 1     | Lily ter Metz / Agnes van der Meulen |
| 1973   | Niederlande: Einzelmeisterschaften              | Dameneinzel | 1     | Agnes van der Meulen                 |
| 1974   | Niederlande: Einzelmeisterschaften              | Damendoppel | 1     | Marja Ridder / Agnes van der Meulen  |